# Joana Vaya Houplin
Joana Vaya Malinao Houplin (* 12. Februar 1990 in Mindanao, Cebu) ist eine philippinisch-US-amerikanische Fußballspielerin.

## Leben
Houplin wurde in Mindanao, Cebu auf den Philippinen geboren, bevor sie im Alter von vier Jahren auf die Isle of Dogs im East End der britischen Hauptstadt London zog. 2002 verließ ihre Familie die britische Insel und zog in die USA, wo sie in Tumwater aufwuchs. 2004 ging Houplin für ihre Schulische Ausbildung an die Shelton High School in Shelton, Washington und ein Jahr später an die Olympia High School in Olympia, Washington. An der OHS machte sie 2008 ihren Highschool-Abschluss und schrieb sich an der Western Washington University in Bellingham ein. Sie besuchte vier Jahre lang die Western Washington University und machte 2012 ihren Bachelor in Bewegungswissenschaft. Seit 2009 hält sie neben der Philippinischen Staatsbürgerschaft auch die US-amerikanische. Sie gehört in Washington der Community der Filipino-Amerikaner an.

## Karriere

### Im Verein
Houplin startete ihre aktive Fußballkarriere im Sommer 2003 mit den Blackhills Football Club in Olympia, Washington. Es folgte ab Herbst 2004 eine Karriere an der Shelton High School, wo sie für das Climbers Soccer Team spielte. Ein Jahr später verließ sie ohne Abschluss die High School und ging für die Fortführung an die Olympia High School, wo sie für das Bears Soccer Team auflief. Im Herbst 2008 schrieb sie sich an der Western Washington University ein und spielte bis 2012 in 55 Spielen für das Vikings Women Soccer Team, bei denen sie 23 Tore erzielte.
In den Semesterferien 2012 lief sie in der WPSL für den Issaquah Soccer Club auf. Nach ihrem Bachelor-Abschluss im Frühjahr 2013 wurde sie im Supplemental Draft vom NWSL-Teilnehmer Seattle Reign FC ausgewählt, war dort jedoch nur Ersatzspielerin und kam zu keinem Einsatz. Daraufhin kehrte sie wieder in den Kader des Issaquah SC zurück, der seit der Saison 2013 als Reserveteam des Seattle Reign FC agiert.

### Nationalmannschaft
Houplin gehört seit 2012 zu der Philippinischen Fußballnationalmannschaft. Sie spielte ihr inoffizielles Debüt in einem Testspiel, im Rahmen eines Trainingscamps am 27. November 2012 im Titan Stadium in Fullerton, Kalifornien.

### Als Trainerin
Neben ihrer aktiven Fußballkarriere ist sie zusätzlich Co-Trainerin der Frauenfußballmannschaft der Western Washington University.

## Leichtathletik-Karriere
In ihrer Highschool-Zeit lief sie drei Jahre als Sprinterin in der Halle und im Stadion auf. Houplin repräsentierte den Bundesstaat Washington in Nationalen Wettbewerben in 200-Meter-Lauf und 4-mal-200-Meter-Lauf.